# Pterula longispora
Pterula longispora är en svampart som beskrevs av Corner 1952. Pterula longispora ingår i släktet Pterula och familjen mattsvampar.   Inga underarter finns listade i Catalogue of Life.